# Pomniki przyrody w gminie Białe Błota
Na terenie gminy Białe Błota, w powiecie bydgoskim, w województwie kujawsko-pomorskim znajduje się 27 pomników przyrody ożywionej.
Wśród nich wyróżniono 8 grup drzew, 18 pojedynczych drzew i 1 stanowisko. Struktura gatunkowa jest zróżnicowana z przewagą dębów szypułkowych.
Prawne zestawienie pomników przyrody w gminie prezentuje się następująco:
| Nr  | Lokalizacja                                                      | Forma             | Nazwa                                           | Sztuk | Obwody przy powołaniu [cm]     | Akt prawny | Zdjęcie |
| 1.  | Ciele ul. Osiedle                                                | pojedyncze drzewo | dąb szypułkowy                                  | 1     | 303                            | Rozporządzenie nr 305/93 Wojewody Bydgoskiego z dnia 26 października 1993 roku                                                                               |         |
| 2.  | Ciele park wiejski                                               | pojedyncze drzewo | dąb szypułkowy                                  | 1     | 347                            | Rozporządzenie nr 305/93 Wojewody Bydgoskiego z dnia 26 października 1993 roku                                                                               |         |
| 3.  | Ciele ul. Lipowa (przy ogrodzeniu fermy drobiu)                  | pojedyncze drzewo | lipa drobnolistna                               | 1     | 397                            | Zarządzenie Nr 40/87 Wojewody Bydgoskiego z dnia 10 grudnia 1987 r. w sprawie uznania za pomniki przyrody tworów przyrody na terenie województwa bydgoskiego |         |
| 4.  | Lisi Ogon ul. Wiejska                                            | grupa drzew       | 2 dęby szypułkowe                               | 2     | 250, 360                       | Rozporządzenie nr 11/91 Wojewody Bydgoskiego z dnia 1 lipca 1991 roku                                                                                        |         |
| 5.  | Lisi Ogon park dworski                                           | grupa drzew       | 3 wiązy szypułkowe                              | 3     | b.d.                           | Rozporządzenie nr 11/91 Wojewody Bydgoskiego z dnia 1 lipca 1991 roku                                                                                        |         |
| 6.  | Łochowice 34                                                     | pojedyncze drzewo | dąb szypułkowy                                  | 1     | 330                            | Rozporządzenie nr 11/91 Wojewody Bydgoskiego z dnia 1 lipca 1991 roku                                                                                        |         |
| 7.  | Łochowice cmentarz ewangelicki                                   | grupa drzew       | 2 lipy drobnolistne                             | 2     | 300, 465                       | Rozporządzenie nr 11/91 Wojewody Bydgoskiego z dnia 1 lipca 1991 roku                                                                                        |         |
| 8.  | Łochowo ul. Niedźwiedzia 1 teren szkoły                          | pojedyncze drzewo | dąb szypułkowy                                  | 1     | 310                            | Rozporządzenie nr 11/91 Wojewody Bydgoskiego z dnia 1 lipca 1991 roku                                                                                        |         |
| 9.  | Łochowo skarpa przy ul. Leszczynowej 13, pole za śluzą Lisi Ogon | pojedyncze drzewo | głóg jednoszyjkowy wielopienny                  | 1     | 305                            | Rozporządzenie nr 11/91 Wojewody Bydgoskiego z dnia 1 lipca 1991 roku                                                                                        |         |
| 10. | Łochowo ul. Leszczynowa 2                                        | grupa drzew       | wierzba biała, 2 wiązy szypułkowe               | 3     | 455 290, 300                   | Rozporządzenie nr 11/91 Wojewody Bydgoskiego z dnia 1 lipca 1991 roku                                                                                        |         |
| 11. | Łochowo cmentarz katolicki                                       | grupa drzew       | 4 dęby szypułkowe                               | 4     | (245, 258, 275, 285, 290, 296) | Rozporządzenie nr 11/91 Wojewody Bydgoskiego z dnia 1 lipca 1991 roku                                                                                        |         |
| 12. | Łochowo przy śluzie Lisi Ogon                                    | grupa drzew       | topola czarna, 3 wiązy szypułkowe               | 4     | 422 265, 285, 332              | Rozporządzenie nr 11/91 Wojewody Bydgoskiego z dnia 1 lipca 1991 roku                                                                                        |         |
| 13. | Łochowo przy śluzie Łochowo                                      | grupa drzew       | wiąz szypułkowy, dąb szypułkowy                 | 2     | 295, 288                       | Rozporządzenie nr 11/91 Wojewody Bydgoskiego z dnia 1 lipca 1991 roku                                                                                        |         |
| 14. | Prądki, ul. Pomiarowa 6, gospodarstwo rolne                      | pojedyncze drzewo | dąb szypułkowy                                  | 1     | 428                            | Zarządzenie Nr 49/84 Wojewody Bydgoskiego z dnia 18 grudnia 1984 r. w sprawie uznania za pomniki przyrody tworów przyrody na terenie województwa bydgoskiego |         |
| 15. | Lipniki leśniczówka oddział leśny 159j                           | pojedyncze drzewo | lipa drobnolistna                               | 1     | 430                            | Rozporządzenie nr 11/91 Wojewody Bydgoskiego z dnia 1 lipca 1991 roku                                                                                        |         |
| 16. | Łochowo oddział leśny 84f                                        | pojedyncze drzewo | dąb szypułkowy                                  | 1     | 395                            | Rozporządzenie nr 11/91 Wojewody Bydgoskiego z dnia 1 lipca 1991 roku                                                                                        |         |
| 17. | Lipniki leśniczówka oddział leśny 159j                           | grupa drzew       | kasztanowiec zwyczajny lipa drobnolistna        | 2     | 355 292                        | Zarządzenie Nr 49/84 Wojewody Bydgoskiego z dnia 18 grudnia 1984 r. w sprawie uznania za pomniki przyrody tworów przyrody na terenie województwa bydgoskiego |         |
| 18. | Jasiniec leśnictwo Lipniki oddział leśny 113l                    | pojedyncze drzewo | dąb szypułkowy                                  | 1     | 476                            | Rozporządzenie nr 11/91 Wojewody Bydgoskiego z dnia 1 lipca 1991 roku                                                                                        |         |
| 19. | leśnictwo Zielonka oddział leśny 128d                            | stanowisko        | wiśnia karłowata                                | 1     | pow. 100m²                     | Rozporządzenie nr 18/92 Wojewody Bydgoskiego z dnia 8 czerwca 1992 roku                                                                                      |         |
| 20. | Drzewce „Dąb w Drzewcach”                                        | pojedyncze drzewo | dąb szypułkowy                                  | 1     | –                              | Uchwała nr XXVIII/378/2005 Rady Gminy Białe Błota z dnia 30 czerwca 2005 roku. [dostęp 2016-11-05]. [zarchiwizowane z tego adresu (5 marca 2016)].           |         |
| 21. | Trzciniec ul. Sarnia 20 „Leśnik”                                 | pojedyncze drzewo | dąb szypułkowy                                  | 1     | 325                            | Uchwała nr XVII/174/2008 Rady Gminy Białe Błota z dnia 7 lutego 2008 roku. [dostęp 2016-11-05]. [zarchiwizowane z tego adresu (5 marca 2016)].               |         |
| 22. | Łochowice 22                                                     | pojedyncze drzewo | dąb bezszypułkowy                               | 1     | 296                            | Uchwała nr RGK.0007.60.2017 Rady Gminy Białe Błota z dnia 30 maja 2017 r. w sprawie ustanowienia pomników przyrody.                                          |         |
| 23. | Łochowice 22                                                     | pojedyncze drzewo | dąb szypułkowy                                  | 1     | 288                            | Uchwała nr RGK.0007.60.2017 Rady Gminy Białe Błota z dnia 30 maja 2017 r. w sprawie ustanowienia pomników przyrody.                                          |         |
| 24. | Lipniki ul. Akacjowa 15                                          | pojedyncze drzewo | klon zwyczajny                                  | 1     | 288                            | Uchwała nr RGK.0007.83.2022 Rady Gminy Białe Błota z dnia 27 września 2022 r. w sprawie ustanowienia pomnika przyrody.                                       |         |
| 25. | Drzewce, ul. Drzewiecka 15                                       | pojedyncze drzewo | dąb szypułkowy                                  | 1     | 282                            | Uchwała nr RGK.0007.103.2023 Rady Gminy Białe Błota z dnia 26 kwietnia 2023 r. w sprawie ustanowienia pomnika przyrody.                                      |         |
| 26. | Białe Błota, teren leśny dz. 12006/2 obręb Białe Błota           | pojedyncze drzewo | wiąz szypułkowy im. "Edmunda i Sabiny Tańskich" | 1     | 400                            | Uchwała nr XI/104/2024 Rady Gminy Białe Błota z dnia 26 listopada 2024 r. w sprawie ustanowienia pomnika przyrody.                                           |         |
| 27. | Białe Błota                                                      | pojedyncze drzewo | dąb szypułkowy "Dróżnik Edward"                 | 1     | 320                            | Uchwała nr RGK.0007.41.2024 Rady Gminy Białe Błota z dnia 24 kwietnia 2024 r. w sprawie ustanowienia pomnika przyrody.                                       |         |

Zniesione pomniki przyrody:
| Nr | Lokalizacja                                            | Forma             | Nazwa              | Sztuk | Obwody przy powołaniu i odwołaniu [cm] | Rok powołania | Rok zniesienia | Zdjęcie |
| 1. | Lipniki leśniczówka oddział leśny 159l „Dąb Napoleona” | pojedyncze drzewo | dąb szypułkowy     | 1     | 670 - 787                              | 1970          | 2016           |         |
| 2. | Ciele park wiejski                                     | pojedyncze drzewo | robinia akacjowa   | 1     | 268 - b.d.                             | 1993          | 2016           |         |
| 3. | Lisi Ogon park dworski                                 | grupa drzew       | 3 wiązy szypułkowe | 3     | b.d.                                   | 1991          | 2016           |         |
| 4. | Przyłęki park dworski                                  | pojedyncze drzewo | dąb szypułkowy     | 1     | 365 - 466                              | 1985          | 2016           |         |
| 5. | Przyłęki, ul. Zabytkowa                                | grupa drzew       | 2 jesiony wyniosłe | 2     | 210 - b.d, 291 - b.d.                  | 1984          | 2017           |         |
| 6. | Łochowo cmentarz katolicki                             | grupa drzew       | 2 dęby szypułkowe  | 2     | (245, 258, 275, 285, 290, 296)         | 1991          | 2017           |         |